# Chrám svatého Petra a Pavla (Kazaň)

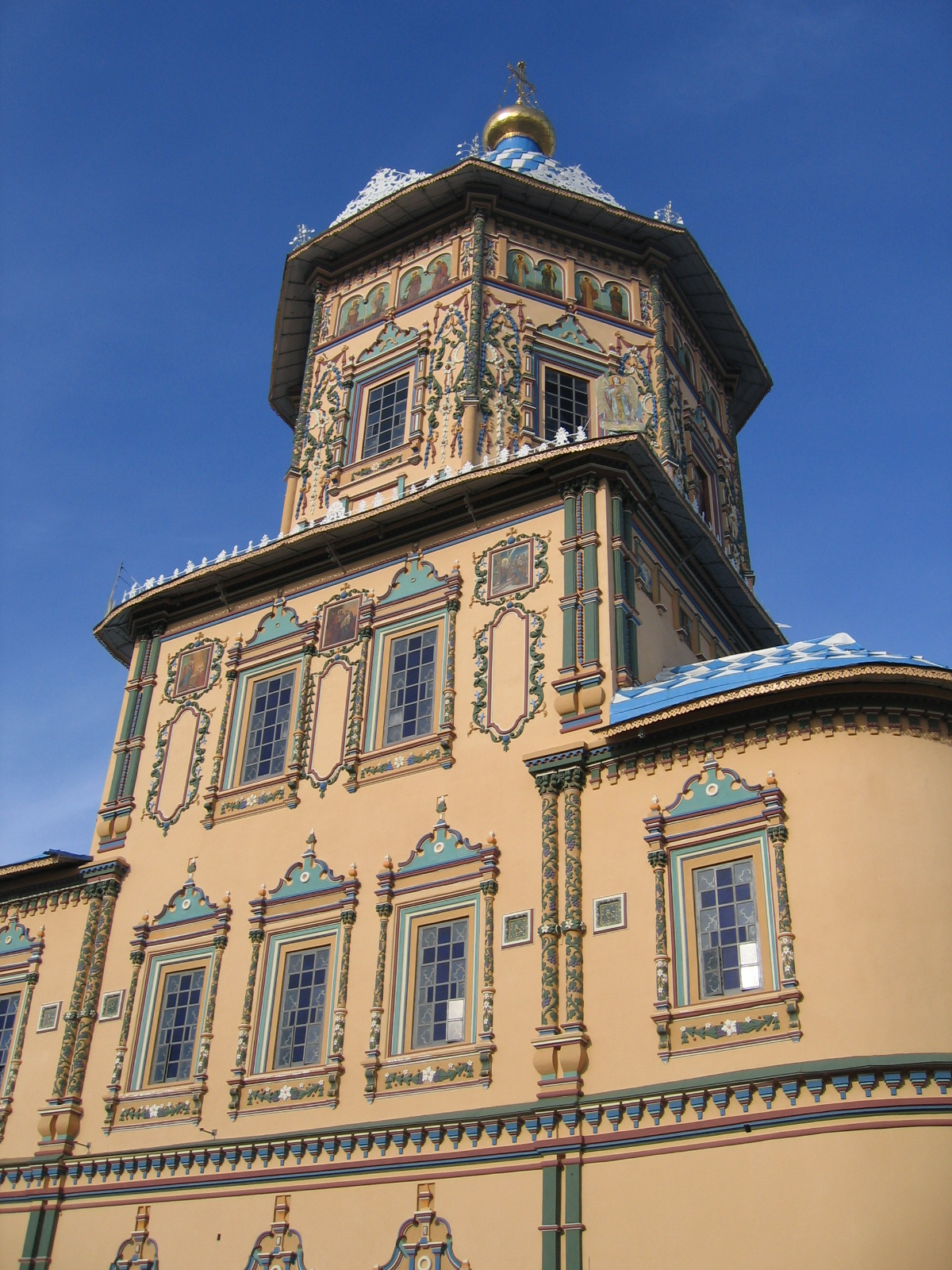
Chrám svatých Petra a Pavla v Kazani

Chrám svatých Petra a Pavla (rusky Петропавловский собор) je pravoslavný chrám v tatarském hlavním městě Kazani.

## Historie
Chrám svatých Petra a Pavla v Kazani byl zbudován v letech 1723 až 1726 ve stylu ruského baroka. Jeho hlavním stavitelem byl kazaňský kupec I. A. Michaljev. Chrám vznikl na počest císaře Petra I., který navštívil Kazaň v roce 1722 při výpravě proti Persii. Vybudován byl na místě staršího dřevěného kostela z roku 1565. Několikrát byl poškozen požáry a rekonstruován. V roce 1774 jej zničila povstalecká Pugačovova vojska. Řada rekonstrukcí potom probíhala v 19. století. V roce 1939 jej dali sovětští komunisté uzavřít. V letech 1950 až 1980 sloužil jako planetárium. V roce 1989 byl vrácen Ruské pravoslavné církvi a stal se chrámem eparchie.